# 이임보
이임보(중국어: 李林甫, 병음: Lǐ Línfǔ) (753년 1월 3일 사망), 별명 거노(중국어: 哥奴), 공식적으로 진공(중국어: 晉公),은 당나라 시대의 중국 역사가, 음악가, 정치가로, 현종 재위 기간인 18년(734년~752년) 동안 재상으로 재임했다. 이는 당나라 역사상 가장 긴 재상 재임 기간 중 하나이며, 현종 재위 기간 중 가장 길었다.
이임보는 황제에 대한 아첨과 정치적 수완으로 유명했으며, 이를 통해 오랜 재상 재임 기간 동안 권력을 유지할 수 있었다. 다른 관리들에 대한 거짓 고발과 비한 지휘관들에게 주요 군사 지휘권을 부여하는 등 모든 잠재적 정치적 경쟁자의 길을 차단한 그의 배신은 이임보 사망 후 안사의 난으로 절정에 달한 현종 통치의 악화 원인으로 지목되었다. 현종 자신은 안록산의 난이 발발한 후 (이임보가 죽었을 때) 이임보가 정치적 라이벌을 제거하고 잠재적 도전자들을 질투하는 데 가장 능숙했다고 인정했으며, 이 요인이 천보 시대 동안 당나라 행정부에 유능한 관리가 심각하게 부족하게 되는 결과를 초래했다.

## 배경
이임보가 언제 태어났는지는 알려져 있지 않다. 그는 당나라의 건국자 고조의 사촌이었던 창평왕 이숙량(李叔良)의 고손자였다. 이임보의 할아버지 이효빈(李孝斌)은 화양공의 작위를 가졌고 주 서기관으로 일했다. 이임보의 아버지 이사회(李思誨)는 양주(揚州, 대략 현대 양저우, 장쑤성)에서 군관으로 복무했다. 이임보의 어머니는 강교(姜皎)의 누이였는데, 강교는 현종의 재위 기간 동안 두각을 나타내어 초공(楚公)의 작위를 가졌던 현종의 고조할아버지 측천무후의 가까운 측근이었다. 이임보는 음악을 공부했고 삼촌 강교의 총애를 받았다.

## 현종 재위 기간

### 재상 이전
현종 재위 기간, 원겸요가 재상으로 재임할 때, 이임보는 현종의 태자 이영의 참모진의 일원이었다. 원은 경력 초기에 강교의 추천을 받았고, 그의 종손 원광승(元光乘)이 강교의 누이와 결혼하게 했다. 이러한 관계 때문에 원의 아들 원혈(源絜)은 이임보가 사문랑중(司門郎中) 즉 법부의 낮은 관리로 임명되기를 간청했다. 그러나 원겸요는 이임보를 높이 평가하지 않았고, 이임보의 별명을 사용하며 "랑이 될 사람들은 뛰어난 재능과 덕목을 가져야 한다. 거노는 랑이 아니다"라고 말했다. 그러나 며칠 후, 그는 이임보를 이영의 참모진 계급으로 승진시켰다. 이임보는 나중에 국자사업(國子司業) 즉 국학의 부수장으로 재임했다.
726년, 관료 우문융은 어사중승(御史中丞) 즉 부수석 어사로 임명되었다. 우문은 이임보와 친분이 있었으므로 이임보를 동료로 추천했으며, 이임보도 부수석 어사로 임명되었고, 나중에 형부시랑(刑部侍郎) 즉 형부 부장관과 이부시랑(吏部侍郎) 즉 이부 부장관을 역임했다. 당시 현종의 총애를 받는 첩 오혜비가 궁궐을 장악하고 있었으며, 그녀의 아들인 수왕 이모(李瑁)와 성왕 이기(李琦)는 현종의 총애를 받는 아들이었다. 이는 당시 이영(이때쯤 이름이 이영으로 바뀌었다)으로부터 총애를 멀어지게 했다. 이임보는 많은 중요한 환자들과 친분이 있었고, 그들을 통해 오혜비에게 이영을 대신하여 이모를 지지할 의사가 있다고 알렸다. 한편 이임보는 재상 배광정의 아내와도 불륜 관계를 맺고 있었는데, 그녀는 현종의 할머니 측천무후의 죽은 조카인 무삼사의 딸이자 오혜비의 친척이었다. 배광정이 733년에 사망한 후, 무씨 부인은 한때 무삼사를 섬겼던 강력한 환자 고력사에게 이임보를 배광정의 후임으로 추천해 달라고 요청했다. 고력사는 감히 추천하지 못했지만, 현종이 한휴를 재상으로 임명하려고 했을 때, 고력사는 이 정보를 무씨 부인에게 먼저 흘렸고, 무씨 부인은 다시 이임보에게 이 사실을 알렸다. 이임보는 한휴를 지지하는 청원을 제출했고, 한휴는 감사하게 생각했다. 한휴가 나중에 동료 재상 소송과 갈등을 빚자, 그는 이임보를 재상으로 추천했고, 오혜비도 이임보를 위해 변호했다. 현종은 즉시 이임보를 재상으로 임명하지는 않았지만, 황문시랑(黃門侍郎) 즉 문하성(門下省)의 부장관으로 임명하고 그를 더욱 총애했다.

### 재상으로서
734년, 이임보는 예부상서(禮部尚書) 즉 예부 장관으로 임명되었고, 추가로 동중서문하삼품(同中書門下三品)이라는 칭호를 받아 배요경과 장구령과 함께 사실상 재상이 되었다. 736년에 이르러, 황제를 아첨하여 현종으로부터 더욱 총애를 얻은 그는 직설적인 장구령과 여러 문제로 심각한 갈등을 빚게 되었다.
- 736년 가을, 현종이 낙양에 있을 때 737년 3월 7일에 장안으로 돌아오기로 되어 있었다.[8] 그러나 이때 낙양 궁궐에 기이한 환영이 나타나는 사건이 발생했고, 현종은 낙양에 머물고 싶지 않았다. 736년 11월 9일 또는 그 직전,[9] 그는 재상들을 소집하여 즉시 장안으로 떠날 수 있는지 물었다. 배요경과 장구령은 수확기였으며 황제의 행차가 수확에 방해가 될 것이라고 지적하며 한 달 연기를 요청했다. 그러나 배요경과 장구령이 나간 후, 이임보는 개인적으로 남아 즉시 출발에 동의하며 농민들에게 세금 감면으로 보상할 수 있다고 주장했다. 현종은 기뻐하며 즉시 장안으로 떠났다.
- 현종은 그때 우현각 즉 서방 절도사(節度使, 절도사)에게 깊은 인상을 받아 그를 국방부 장관으로 삼으려 했다. 장구령은 우현각이 학식이 부족하고 낮은 관리 계급에서 시작했다는 점을 지적하며—이는 과거제를 거치는 당나라의 전통과는 반대였다—반대했고, 나아가 작위를 수여하는 것에도 반대했다. 결국 장구령의 반대에도 불구하고 현종은 이임보의 동의를 얻어 우현각을 용서공(龍西公)으로 봉했다.
- 이임보는 현종이 이모를 태자로 삼아 현종의 총애를 오랫동안 잃었고, 어머니들에 대한 현종의 총애 상실에 대해 사적으로 불평했던 그의 형제들인 악왕 이요(李瑤)와 광왕 이거(李琚)와 함께 현종과 오혜비의 비위를 거스른 이영을 대체하도록 현종을 설득하려 했다. 장구령이 이러한 움직임을 강력히 반대했기 때문에 이영은 그의 자리를 유지했다.
- 이임보가 추천했던 부장관 소경(蕭炅)은 장구령과 장구령의 친구 엄정지(嚴挺之)의 제안으로 강등되었는데, 엄정지는 이임보를 만나기를 거부하여 이임보를 더욱 불쾌하게 만들었다. 얼마 후, 엄정지의 전 부인의 남편이었던 왕원염(王元琰)이 부패 혐의로 고발당했다. 엄정지는 왕원염을 변호하려 했고, 이것이 발각되었다.

이임보는 현종에게 장구령과 배요경이 파벌을 형성하고 있다고 고발했다. 737년 새해 무렵, 현종은 배요경과 장구령을 재상직에서 해임하고 대신 상서성(尙書省, 상서성)의 수장인 승상(丞相)으로 임명했는데, 이는 재상직으로 간주되지 않는 자리였다. 우현각은 그들을 대신하여 재상으로 임명되어 이임보와 함께 재직했는데, 이임보는 장구령이 이전에 맡았던 중서령(中書令) 즉 입법부(중서성)의 수장 직책을 받았다. 이는 전통적인 역사가들에게 현종 재위의 전환점으로 자주 여겨지며, 이 시점까지 중국 역사에서 황금기로 여겨졌던 시기가 퇴보의 길로 접어들었다고 평가된다. 송나라의 역사가 사마광은 그의 자치통감에서 다음과 같이 논평했다.
황제가 즉위 후 임명한 재상들 중, 요충(姚崇)은 유연성을 강조했고, 송경은 법치를 강조했으며, 장가지는 행정 능력을 강조했고, 장열은 문학적 재능을 강조했으며, 이원굉과 두현은 검소를 강조했고, 한휴(韓休)와 장구령(張九齡)은 정직함을 강조했다. 이들은 모두 각기 다른 재능을 가지고 있었다. 그러나 장구령이 강등된 후에는 모든 관료들이 자신의 지위를 지키는 데만 급급했고, 정직한 말은 더 이상 정부에 설 자리가 없었다.

우현각은 이임보의 추천을 받았기 때문에 이임보의 지시를 따랐으며, 이임보는 정부 내의 반대를 억제했다고 전해진다. 그는 하급 관리들에게 그들이 지시를 따르지 않는 황실 말처럼 쉽게 교체될 수 있다고 말했다. 관리 두진(杜璡)이 그럼에도 불구하고 제안을 제출했을 때, 두진은 즉시 수도에서 쫓겨났는데—표면적으로는 승진이었지만, 새로운 직책이 수도와 멀리 떨어져 있었기 때문에 강등으로 여겨졌다. 이임보는 감정을 잘 통제하여 속마음을 알기 어려웠다고도 전해진다. 그는 종종 달콤한 말로 다른 사람들을 기쁘게 하고, 상대가 방심했을 때 공격했다. 그는 황제와 가까운 사람들을 칭찬하는 한편, 권력의 잠재적 경쟁자를 제거할 방법을 찾았다. 중국 속담 "입에는 꿀이 있고 뱃속에는 칼이 있다" (口蜜腹劍, kou mi fu jian)는 그를 묘사하는 데 처음 사용되면서 관용구가 되었다.
737년, 어사 주자량(周子諒)이 우현각을 고발하는 상소문을 제출하여 현종을 노하게 하고 매를 맞은 뒤 유배되자, 이임보는 이를 기회로 장구령이 주자량을 추천했음을 지적했다. 그 결과 장구령은 수도에서 멀리 떨어진 지방의 서기장으로 강등되었다.
또한 737년에 오혜비는 이영, 이요, 이거 세 황자를 속이려 했다. 그녀는 세 황자에게 "궁궐에 도적이 들었다. 갑옷을 입고 즉시 보고하라!"는 전갈을 보냈다. 세 황자가 완전 무장한 채 도착하자, 그녀는 현종에게 "세 황자가 반역을 꾀하고 있습니다. 보십시오, 그들이 완전 무장한 채 왔습니다."라고 말했다. 현종은 환관들을 시켜 상황을 확인했고, 세 황자는 완전 무장한 채로 발견되었다. 양회(楊洄)는 곧 이영, 이요, 이거를 반역죄로 고발했다. 현종이 재상들과 이 문제를 논의했을 때, 이임보는 "이는 폐하의 가족 문제입니다. 저희는 간섭하지 않겠습니다."라고 말했다. 세 황자는 곧 서인으로 강등되어 자살을 강요당했다. 한편, 대리시 소경 서교(徐嶠)는 현종에게 아첨하는 보고서를 제출하며, 그 해에 단지 58건의 사형 판결만이 내려졌으며, 줄어든 판결 수가 현종의 통치가 너무나 평화로워 사형이 필요하지 않음을 보여준다고 지적했다. 현종은 이에 재상들에게 공을 돌렸고, 이임보를 진공(晉公)으로, 우현각을 빈공(豳公)으로 봉했다. 또한 이 무렵 이임보, 우현각 및 사법 제도 담당 관리들이 주도한 법률 개정이 완료되었다.
738년, 이임보는 농우도(隴右, 칭하이성 하이둥시에 본부를 둠)의 부절도사로 임명되었으나, 농우로 부임하지 않고 수도에 재상으로 남아 있었다. 그는 곧 하서도(河西, 간쑤성 무위에 본부를 둠)의 절도사로도 임명되었다. 한편 그는 현종에게 이모를 태자로 책봉할 것을 거듭 촉구했지만, 현종은 망설였다—오혜비는 737년에 사망했기 때문이었다. 대신 고력사의 권유로 현종은 나이 많은 아들 충왕 이여를 태자로 책봉했다.
739년에 이임보는 이부상서(吏部尚書, 예부 장관과는 다른 글자)의 추가 직함을 부여받고 문관 선발을 담당했으며, 우현각은 병부상서(兵部尚書)의 추가 직함을 부여받고 무관 선발을 담당하게 되었다. 한편, 환관 우현동(牛仙童, 우현각과는 무관함)이 뇌물을 받은 것이 발각되자, 이임보는 이를 기회로 은퇴했지만 여전히 영향력이 있던 소송(蕭嵩)이 우현동에게 뇌물을 주었다고 고발했고, 소송은 수도에서 쫓겨났다.
한편, 이임보는 황제의 감정과 행동을 감시하기 위해 환관과 궁녀들에게 끊임없이 뇌물을 주어 권력을 유지하는 데 도움이 되는 행동을 할 수 있도록 했다고 전해진다. 예를 들어, 현종이 어느 날 관리 노현(盧絢)에게 깊은 인상을 받아 그를 승진시키려는 것처럼 보이자, 노현을 잠재적 위협으로 간주한 이임보는 노현의 젊은 친척들을 불러 현종이 노현을 먼 교주(交州, 대략 현대 하노이, 베트남) 또는 광주(廣州, 대략 현대 광저우, 광둥성)의 도독으로 임명할 것이라고 알렸다. 이는 기술적으로는 승진이었지만, 당시에는 유배지로 간주되는 직책이었다. 이로 인해 노현은 두려움에 떨며 사표를 제출하고, 이여(이때쯤 이름이 이형으로 바뀌었다)의 참모로 임명되기를 요청했다. 노현은 결국 이형의 참모가 되어 재상직 경쟁에서 제외되었다. 한편, 현종이 엄정지를 다시 불러 재상으로 삼으려는 것처럼 보이자, 이임보는 엄정지의 동생 엄손지(嚴損之)를 속여 엄정지를 다시 부르는 가장 좋은 방법은 엄정지가 병에 걸렸다고 주장하는 것이라고 믿게 했다. 이임보는 그 후 현종이 엄정지를 이형의 참모로 삼도록 했으며, 이임보가 위협으로 간주했던 또 다른 영향력 있는 고위 관리 제한(齊澣)도 함께 이형의 참모로 만들었다.
한편, 이임보는 재상으로 재직하면서 문관 선발 과정을 이부시랑 송요(宋遙)와 묘진경에게 맡겼다. 743년에 과거제와 관련된 스캔들이 발생했는데, 송요와 묘진경은 당시 현종의 총애를 받던 관리 장의(張倚)의 아들 장석(張奭)이 과거에 합격하도록 하여 장의에게 아첨하려 했다. 결과가 발표되자, 대부분 불공정하다고 여겨졌다. 안록산 절도사가 이 사실을 현종에게 보고했고, 현종은 과거에 합격한 64명에 대해 직접 재시험을 치렀다. 장석은 현종의 질문에 아무것도 쓰지 못했다. 그 결과 송요, 묘진경, 장의는 모두 강등되었지만, 이임보는 아무런 처벌도 받지 않았다.
이 시점에 이르러 이임보의 권세는 너무나 강해서 관료들은 승진을 위해 그의 추천을 받아야 했으며, 그러한 추천 없이 임명된 사람들은 곧 그의 허위 고발에 희생되었다고 한다. 예를 들어, 743년에 관리 양신근(楊慎矜)이 부총제어사(副總制御史)로 승진할 예정이었을 때, 이임보가 그를 추천하지 않아 감히 그 자리를 수락하지 못했고, 744년에 이임보의 추천을 받은 후에야 그 자리를 수락했다. 또한 이임보는 관리 배관(裴寬)을 재상이 될 잠재적 위협으로 간주하여, 장군 배돈복(裴敦復)을 유도하여 배관을 족벌주의로 고발하게 했고, 배관은 강등되었다. (그러나 이임보는 배돈복도 위협으로 간주하여 곧 그를 수도 밖으로 내보냈다.) 한편, 이 시점에서 이임보를 매우 신뢰했던 현종은 이임보가 모든 국사를 공식적으로 총괄하도록 허용하는 것을 고려했다. 고력사는 이에 반대하며, 그러면 아무도 재상을 통제할 수 없을 것이라고 지적했다. 현종은 고력사의 답변에 불쾌했지만, 이임보에게 그러한 권한을 공식적으로 부여하지는 않았다.
745년에 이르러 이임보는 고문으로 자백을 강요하는 것으로 악명 높은 기온(吉溫)과 나희석(羅希奭) 등 사법 관료들을 이용하여 자신의 정치적 적들을 범죄 혐의로 고발했다. 예를 들어, 745년에 당시 병부상서였던 동료 재상 이식과 병부시랑이자 현종의 사위였던 관리 장제(張垍)를 공격하기 위해, 그는 그들 휘하의 관리 약 60명을 부패 혐의로 고발했다. 기온의 고문 아래, 이 관리들은 모두 부패를 시인했지만, 현종은 이 시점에서 이식이나 장제에 대해 아무런 조치도 취하지 않았다.
한편, 이식과 재상직을 노리던 또 다른 관리—이형의 처남이자 이임보의 삼촌 강교의 사위였으며 따라서 처음에는 이임보의 총애를 받았던 위건(韋堅)—는 서로 교류하고 있었고, 이임보는 둘 다 위협으로 간주했다. 그는 위건을 표면적으로는 승진시켰지만, 그가 재직하면서 현종의 총애를 얻었던 재정 관련 직책들을 박탈했다. 746년에 그는 이식을 속여 현종에게 화산에 금광을 열 것을 제안하게 했고—이후 자신은 현종에게 도교 원칙에 따라 화산의 광산이 현종의 건강을 해칠 것이라고 믿는다고 알렸으며, 이로 인해 이식은 황제의 불만을 사게 되었다. 그는 이어서 위건과 이형에게 가까운 장군 황보유명(皇甫惟明)을 부적절한 친밀한 교류로 고발하고 그들이 이형에게 아첨하고 있다고 암시했다. (이임보는 이모를 추천했음에도 불구하고 이형이 승진한 것에 대해 불안해했으므로, 이 고발을 통해 이형을 약화시키려 했다.) 위건과 황보유명은 결국 군주사(郡主使)로 강등되었다. 이식은 두려움에 떨며 재상직을 사임하려 했다. 현종은 이식을 이형의 고문으로 삼고 재상직에서 해임했다. 이임보는 초자연적인 문제에 손을 대어 현종의 총애를 받게 된 관리 진희렬이 통제하기 쉬울 것이라고 믿었고, 따라서 진희렬을 이식의 후임으로 추천했다. 그러나 진희렬이 재상이 된 후에도 사실상 모든 문제는 여전히 이임보에 의해 결정되어 진희렬은 실질적인 권한이 없었다.
746년 말, 위건의 형제인 위란(韋蘭)과 위지(韋芝)가 형제를 변호하려는 상소를 제출했을 때, 그 상소는 이형이 한 말을 인용하여 현종이 그들이 자신에게 충성하는 것이 아니라 이형에게 충성한다고 믿게 만들었으므로 심하게 역효과를 냈다. 이형은 두려움에 태자비 위씨와 이혼했고, 이어서 위건과 그의 형제들은 유배되었고, 이임보는 이 기회를 이용하여 위씨 일가와 관련된 다른 여러 관리들—이식, 위빈(韋斌), 설왕 이선(李琄)(현종과 위건의 조카), 배관, 이제물(李齊物)—을 모두 외딴 곳으로 좌천시켰다. 얼마 후, 이형의 후궁 두비(杜妃)의 아버지인 두유린(杜有隣)과 두유린의 사위인 유적(柳勣)이 현종을 비판했다고 고발당했을 때, 이임보는 기회를 이용하여 기온으로 하여금 대상을 확장하게 했고, 결국 현종에게 이용(李邕), 배돈복, 황보유명, 위씨 형제들이 모두 음모에 연루되어 있었음을 설득하여 그들을 모두 재임 중이거나 유배지에서 죽게 했다. 이식과 왕거(王琚)를 포함한 다른 여러 사람들은 공포에 질려 자살했다. 그러나 이형은 현종이 그를 효자라고 믿었기 때문에 어떤 처벌도 피했다. 위건이 죽은 후에도 이임보는 위건에게 여전히 화가 나 있었고, 이임보가 752년에 사망할 때까지 판사들로 하여금 위건의 동료로 고발된 사람들을 계속 추적하고 고문하게 했다.
한편, 747년 현종은 정부의 인재풀을 확대하기 위해 비범한 재능을 가진 사람들을 장안으로 불러 자신이 시험하도록 하는 조칙을 내렸다. 이임보는 이 피시험자들이 황제를 만났을 때 자신의 부정을 고발할까 봐 두려워하여, 이 피시험자들이 지방 정부와 상서성이라는 두 단계의 예비 시험을 거치도록 제안했다. 그 결과, 아무도 첫 두 단계의 예비 시험을 통과하지 못했고, 이임보는 그 후 현종에게 황실 행정부가 어떤 인재도 놓치지 않았다고 축하하는 서한을 제출했다.
한편, 이임보는 하서, 농우, 하동(河東, 산시성 타이위안시에 본부를 둠) 및 삭방(朔方, 닝샤 인촨시에 본부를 둠) 군의 절도사 왕충사가 점점 강력해지고 재상으로 승진할 수 있을까 봐 불안해했다. 왕충사가 747년 후반에 장군 동연광(董延光)의 토번 공격 작전을 방해하자, 이임보는 이를 기회로 삼아 왕충사가 현종을 전복하고 그를 이형으로 대체하려 한다고 고발했다—왕
1. ↑  兩千年中西曆轉換
2. ↑  신당서, vols. 61 보관됨 2007-10-22 - archive.today, 62, 63 보관됨 2007-10-22 - archive.today.
3. ↑  자치통감, vol. 216.
4. ↑  “漢川草廬-二十四史-新唐書-卷七十‧表第十 宗室世系”. 2012년 2월 18일에 원본 문서에서 보존된 문서. 2011년 10월 25일에 확인함.New Book of Tang, vol. 70 보관됨 2007-10-22 - archive.today
5. ↑  원이 720년에서 729년까지 재상으로 재임했으며, 우문융에 의한 이임보의 추천은 726년에 있었으므로, 이 사건은 720년과 726년 사이에 일어났을 것이다. 구당서, vol. 98 보관됨 2008-04-19 - 웨이백 머신 및 신당서, vol. 127 보관됨 2007-12-26 - 웨이백 머신 참조.
6. ↑  구당서, vol. 84 보관됨 2008-04-19 - 웨이백 머신.
7. ↑  신당서, vol. 108 보관됨 2007-12-26 - 웨이백 머신.
8. ↑  兩千年中西曆轉換
9. ↑  兩千年中西曆轉換
10. ↑  자치통감, vol. 214.
11. ↑  자치통감, vol. 215.
12. ↑   (중국어) 중화민국 교육부, 개정 국어사전, 구밀복검 보관됨 2008-05-21 - 웨이백 머신.